# La Democracia (Belize)
La Democracia ist eine Ortschaft im Belize District in Belize. Die Gemeinde liegt direkt an der Grenze zum Cayo District im Südwesten von Belize City.

## Geographie
Die Gemeinde liegt am George Price Highway (Western Highway) nördlich des Sibun River. Zur Gemeinde gehören die Siedlungen Mahogany Heights, Jih Chan und Churchyard. Im Nordosten schließt sich Hattieville an. Weitere Orte in der Umgebung sind Double Head Cabbage, Bermudian Landing und Scotland Halfmoon im Norden, Tropical Park im Nordosten, Rockville und Gracie Rock im Osten und Big Falls und St. Paul’s Bank im Nordwesten.
Im Ort befindet sich das Belize’s Zoo and Tropical Education Center und Georgeville Lumber Branch. Das Monkey Bay Wildlife Sanctuary liegt in der Nähe und im Süden schließt sich das Manatee Forest Reserve an.

## Bevölkerung
2010 wurde bei einem Census die Bevölkerung ermittelt. La Democracia hatte zu dem Zeitpunkt 353 Einwohner. Davon waren 50,1 % Belizean Creole People, 29,5 % Mestizo, 11,0 % Multiracial People, 3,1 % Kekchí (Qʼeqchiʼ, Ketchi Maya), 2,0 % Garifuna, 1,4 % Indo-Belizeans, 1,1 % White People (Caucasian), 1,1 % Mopan-Maya, 0,3 % Yucatec Maya und 0,3 % Mennoniten.

## Klima
Nach dem Köppen-Geiger-System zeichnet sich La Democracia durch ein tropisches Klima mit der Kurzbezeichnung Am aus.